# Vinicius para Crianças - Arca de Noé
Vinicius para Crianças - Arca de Noé foi um programa de televisão brasileiro dirigido por Evaldo Rui, baseado no álbum A Arca de Noé de Vinicius de Moraes.
Com direção-geral de Augusto César Vannucci o musical foi ao ar originalmente em 10 de outubro de 1980 na Rede Globo. Foi o primeiro programa da TV brasileira a ganhar um prêmio Emmy.

## Números musicais
| Canção          | Artista(s)                        |
| --------------- | --------------------------------- |
| "A Arca"        | Milton Nascimento e Chico Buarque |
| "A Porta"       | Fábio Jr.                         |
| "A Foca"        | Alceu Valença                     |
| "A Pulga"       | Bebel Gilberto                    |
| "As Abelhas"    | Moraes Moreira                    |
| "O Pato"        | MPB4                              |
| "São Francisco" | Ney Matogrosso                    |
| "O Gato"        | Marina Lima                       |
| "A Casa"        | Boca Livre                        |
| "Aula de Piano" | As Frenéticas e Martim Francisco  |
| "O Relógio"     | Walter Franco                     |
| "A Corujinha"   | Elis Regina                       |
| "Menininha"     | Toquinho                          |

## Prêmios
| Ano  | Prêmio                        | Categoria                         | Resultado |
| ---- | ----------------------------- | --------------------------------- | --------- |
| 1981 | 9th International Emmy Awards | Artes Populares                   | Venceu    |
| 1981 | Premios Ondas                 | Melhor Programa de TV do Ano      | Venceu    |
| 1981 | Iris Award                    | Melhor Programa de TV Estrangeiro | Venceu    |
| 1982 | Prêmios APCA                  | Melhor Programa Musical           | Venceu    |